# Dalbergia intibucana
Dalbergia intibucana är en ärtväxtart som beskrevs av Paul Carpenter Standley och Louis Otho Otto Williams. Dalbergia intibucana ingår i släktet Dalbergia, och familjen ärtväxter. IUCN kategoriserar arten globalt som akut hotad. Inga underarter finns listade i Catalogue of Life.